# Петров Олександр Петрович (футболіст)
Олександр Петрович Петров (6 січня 1962, Тирасполь, Молдавська РСР — 18 грудня 2014) — радянський та український футболіст (півзахисник) і футбольний тренер.

## Життєпис
Олександр Петров народився 6 січня 1962 року в місті Тирасполь, Молдавська РСР (зараз — самопроголошене Придністров'я).
Займався футболом у Бендерах, після 8-го класу школи перейшов до Кишинівського республіканського спортивного інтернату. Грав на позиції півзахисника.
Дебютував у дорослому футболі в другому складі кишинівського «Зімбру», а в 1980 році перейшов до друголігового тираспольського «Автомобіліста».
У 1980 разом зі збірною Молдавської РСР проходив тренувальні збори на Закарпатті. Добре зарекомендував себе у грі проти «Поділля» з Хмельницького та отримав запрошення приєднатися до команди. У 1980-1981 роках виступав за клубну (другу) команду, а в 1981 році провів 3 матчі в другій союзній лізі за команду майстрів «Поділля». Тоді ж вступив на факультет фізичного виховання Кам'янець-Подільського педагогічного інституту.
У 1982 році виступав за «Урожай» з Єдинців, який виступав у республіканських змаганнях Молдавської РСР. Потому виступав за аматорську команду педінституту «Буревісник» (Кам'янець-Подільський).
Після завершення навчання в 1985 році працював учителем фізкультури в Красноставській восьмирічній школі та тренером з футболу в Кам'янець-Подільській ДЮСШ № 2. З 1989 року працює викладачем в Кам'янець-Подільському педінституті (нині Кам'янець-Подільський національний університет імені Івана Огієнка).
1991 року під керівництвом Петрова інститутська команда «Буревісник» вперше в історії міста здобула титул чемпіона України серед вищих навчальних закладів.
У 1993/94 років грав в аматорському чемпіонаті України за «Цементник» з Кам'янця-Подільського, провів 4 матчі. По ходу того ж сезону провів 2 поєдинки в чемпіонаті Молдови за «Вілію» з Бричан.
Потім знову виступав в аматорському чемпіонаті України: в сезоні 1994/95 років провів 21 матч за «Енергетик» з Нетішина, у сезоні 1997/98 років — 6 матчів за «Ниву-Текстильник» з Дунаївців.
У 1996 році тренував «Ратушу» з Кам'янець-Подільського, ставши першим і останнім наставником першолігової команди, яка проіснувала лише пів сезону.
Серед вихованців Олександра Петрова — паралімпійські чемпіони з футболу Володимир Антонюк, Олександр Девлиш та Віталій Трушев.
Помер 18 грудня 2014 року.

## Нагороди
- Заслужений тренер України (2005)
- Заслужений працівник фізичної культури і спорту України (2008)[1]